# Saint-Vincent, Pyrénées-Atlantiques
Saint-Vincent är en kommun i departementet Pyrénées-Atlantiques i regionen Nouvelle-Aquitaine i sydvästra Frankrike. Kommunen ligger i kantonen Nay-Est som tillhör arrondissementet Pau. År 2022 hade Saint-Vincent 395 invånare.

## Befolkningsutveckling
Antalet invånare i kommunen Saint-Vincent
| Referens: INSEE |